# 브루노 라바디아
브루노 라바디아 (Bruno Labbadia, 1966년 2월 8일 다름슈타트 ~)은 독일의 전 축구 선수이자 현 축구 감독이다.

## 클럽 경력
화려한 경력의 소유자로, 라바디아는 328번의 리그 경기에 출장하여 103번의 골을 기록하였으며 독일 분데스리가의 몇기 최고 클럽들 소속으로 있었다. 그는 두 차례 독일 축구 국가대표팀에 차출되었다. 그는 SV 다름슈타트 98의 감독으로 감독직에 입문하였다. 2008-09 시즌에는 바이어 04 레버쿠젠의 감독을 맡았다. 그는 1부와 2부 분데스리가에서 각각 100골이 넘게 득점한 유일한 선수이다. 그는 그후에 함부르거 SV의 감독을 맡았으나 2010년 4월 26일에 해임되었다.
2010년 12월 12일, 그는 VfB 슈투트가르트의 새 사령탑으로 내정되었다. 하지만 2013-14 시즌 개막 후 3연패를 하여 결국 2013년 8월 26일 VfB 슈투트가르트의 사령탑에서 경질되었다.